# 韦埃拉潘迪
韦埃拉潘迪（Veerapandi），是印度泰米尔纳德邦Coimbatore县的一个城镇。总人口12141（2001年）。

## 人口
该地2001年总人口12141人，其中男性6410人，女性5731人；0—6岁人口1083人，其中男564人，女519人；识字率70.13%，其中男性为76.80%，女性为62.66%。